# Amsterdam-Oost
Amsterdam-Oost ("Amsterdam Est"; pronuncia olandese ˌɑmstərdɑmˈoːst) è uno stadsdeel di Amsterdam. Ha una popolazione di 112.400 persone, si estende su 22,44 km² e confina a nord con Amsterdam-Noord e a ovest con Amsterdam-Centrum e Amsterdam-Zuid.

## Storia
È sorto dalla fusione dei preesistenti stadsdelen Zeeburg e Oost-Watergraafsmeer, ufficializzata il 1º maggio 2010. I suoi uffici hanno sede in Oranje-Vrijstaatplein 2.

## Geografia fisica
Possiede il museo etnografico Tropenmuseum, e alcuni parchi cittadini, tra cui Oosterpark, Diemerpark e Flevopark.

## Monumenti e luoghi d'interesse
- Huize Frankendael

## Infrastrutture e trasporti
Vi sono situate le stazioni ferroviarie Amstel, Muiderpoort e Science Park.

## Quartieri
| Immagine | Nome                  | Mappa |
| -------- | --------------------- | ----- |
|          | Amsteldorp            |       |
|          | Betondorp             |       |
|          | Dapperbuurt           |       |
|          | Don Bosco             |       |
|          | Frankendael           |       |
|          | IJburg                |       |
|          | Indische Buurt        |       |
|          | Jeruzalem             |       |
|          | Julianapark           |       |
|          | Middenmeer            |       |
|          | De Omval              |       |
|          | Oostelijk Havengebied |       |
|          | Oosterparkbuurt       |       |
|          | Oostpoort             |       |
|          | Park de Meer          |       |
|          | Transvaalbuurt        |       |
|          | Van der Kunbuurt      |       |
|          | Weesperzijde          |       |
|          | Zeeburgereiland       |       |